# Daniel Thellmann
Daniel Thellmann (n. 1 martie 1960, Hunedoara, Hunedoara, România – d. 28 septembrie 2009, Germania) a fost un politician român, de etnie sas din Ardeal.
Tatăl, Daniel, era maistru, iar mama, Elisabeth, șef-depozit, la Brașov, unde Daniel Thellmann a urmat grădinița germană și școala generală, secția germană.
În 1975, familia s-a mutat la Mediaș, iar Daniel s-a înscris la liceul Petrol, actual SNG, la profilul electrotehnică.
Daniel Thellmann a absolvit Facultatea de Inginerie - Brașov (1979 - 1984) și Facultatea de Drept “Simion Barnuțiu” Sibiu, secția de Științe Politice (2000 - 2004).
S-a căsătorit în ultimul an de facultate (din căsătorie rezultând 2 fete), apoi a fost repartizat la fabrica Emailul Roșu din Mediaș, ca inginer. A rămas în fabrică până după '89, când și-a deschis o serie de firme și a devenit un prosper om de afaceri.
A intrat în politică în 2000, când a fost ales consilier județean pe listele Forumului Democrat al Germanilor din România (FDGR), al cărui membru fondator a fost. Tot din postura de membru FDGR a câștigat și primul mandat de primar, în 2004. În 2008 a candidat din partea PDL și a recâștigat funcția de primar al Mediașului din primul tur.
Daniel Thellmann s–a stins din viață într–un spital din Germania, la doar 49 de ani, suferind de cancer al sistemului limfatic.
A fost înmormântat în Cimitirul Evanghelic din Mediaș. Primarul Sibiului, Klaus Iohannis, președintele FDGR, nu a participat la înmormântarea lui Daniel Thellmann, fiind supărat pe acesta deoarece a trecut în tabăra PDL-ului.
Într-o ședință extraordinară, ținută în data de 1 decembrie 2009, Consiliul Local a avut pe ordinea de zi un singur punct, referitor la acordarea titlului de cetățean de onoare a municipiului Mediaș, post – mortem, domnului Daniel Thellmann.